# San Isidro, Almoloya de Juárez
San Isidro, även El Reservado, är en ort i Mexiko, tillhörande kommunen Almoloya de Juárez i den västra delen av delstaten Mexiko, i den centrala delen av landet. Orten hade 2 088 invånare vid folkräkningen 2010.